# 甲府市立北中学校
甲府市立北中学校（こうふしりつ きたちゅうがっこう）は、山梨県甲府市大和町にある公立中学校。地元では「北中」（きたちゅう）と略称される。
一般中学で言う生徒会のことを「学友会(がくゆうかい)」と呼んでいる。そのため、会長などの役名も「学友会長」となる。学友会の由来は「友と互いに学びあう会」である。
学園祭は「北陽祭」といい、1日目の文化部門と2日目の体育部門に分かれている。合唱祭は11月にコラニー文化ホール（小ホール）で行われる。

## 沿革
- 昭和22年4月22日 開校
  - 開校当初は甲府市立朝日小学校内にあった
- 昭和26年9月1日 相川中学校、千塚中学校と合併。
- 昭和35年 甲府市立北東中学校が開校。
- 昭和39年 千代田中学校と合併。
- 昭和41年 黒平中学校と合併。
- 昭和42年 宮本中学校と合併。
- 昭和55年 甲府市立北西中学校が開校、2・3年生の学区生徒が分離。

## 歴代校長
- 元校長　赤松 大
- 元校長　臼井 稔
- 前校長　青柳 達也（平成30年4月1日現在 山梨県教育委員会教育監）
- 現校長　数野 保秋

## 委員会
- 生活安全委員会
- 図書委員会
- ボランティア委員会
- 保健給食委員会
- 美化委員会(現在は掲示、栽培、清掃で分かれて活動している)
- 応援委員会
- 学友会誌編集委員会
- 合唱委員会
- 選挙管理委員会(選挙期間のみ)

## 校歌
昭和26年10月7日に制定。作詞は深尾須磨子。作曲は高木東六

## 部活動

### 運動部
- サッカー部
- 野球部
- 男子バスケットボール部
- 女子バスケットボール部
- 女子バレー部
- 男子ソフトテニス部
- 女子ソフトテニス部
- 陸上部
- 男子バドミントン部
- 女子バドミントン部
- 柔道部
- 剣道部

### 文化部
- 美術部
- 情報処理部
- 吹奏楽部

### 特設部
- 水泳部
- 硬式テニス部

### 廃止となった部活動
- アマチュア無線部　呼出符号JA1YMMが存在した。

## 著名な卒業生
- 中田英寿 - 元サッカー選手　元日本代表
- 武内直子 - 漫画家（『セーラームーン』シリーズの主人公たちの学校制服は、同校の夏服がモデルであるという説がある）
- 宮沢和史 - 歌手　THE BOOM、GANGA ZUMBAのボーカリスト
- 安達かおる -（本名 三枝進、1952年1月27日 - ）映像クリエーター、実業家
- 八木橋正雄 - 言語学者、翻訳者

## アクセス
- JR甲府駅南口3番乗り場より山梨交通バス01・02・03・04･05・06・08・58・82・99系統に乗車、北中入口バス停下車徒歩3分
- JR韮崎駅より山梨交通バス08系統「甲府駅」行きに乗車、北中入口バス停下車徒歩3分

## 関係項目
- 甲府市

## 学校周辺
- 山梨県立甲府第一高等学校
- 山梨県立甲府工業高等学校
- 駿台甲府高等学校